# Adolf Viktor von Koerber

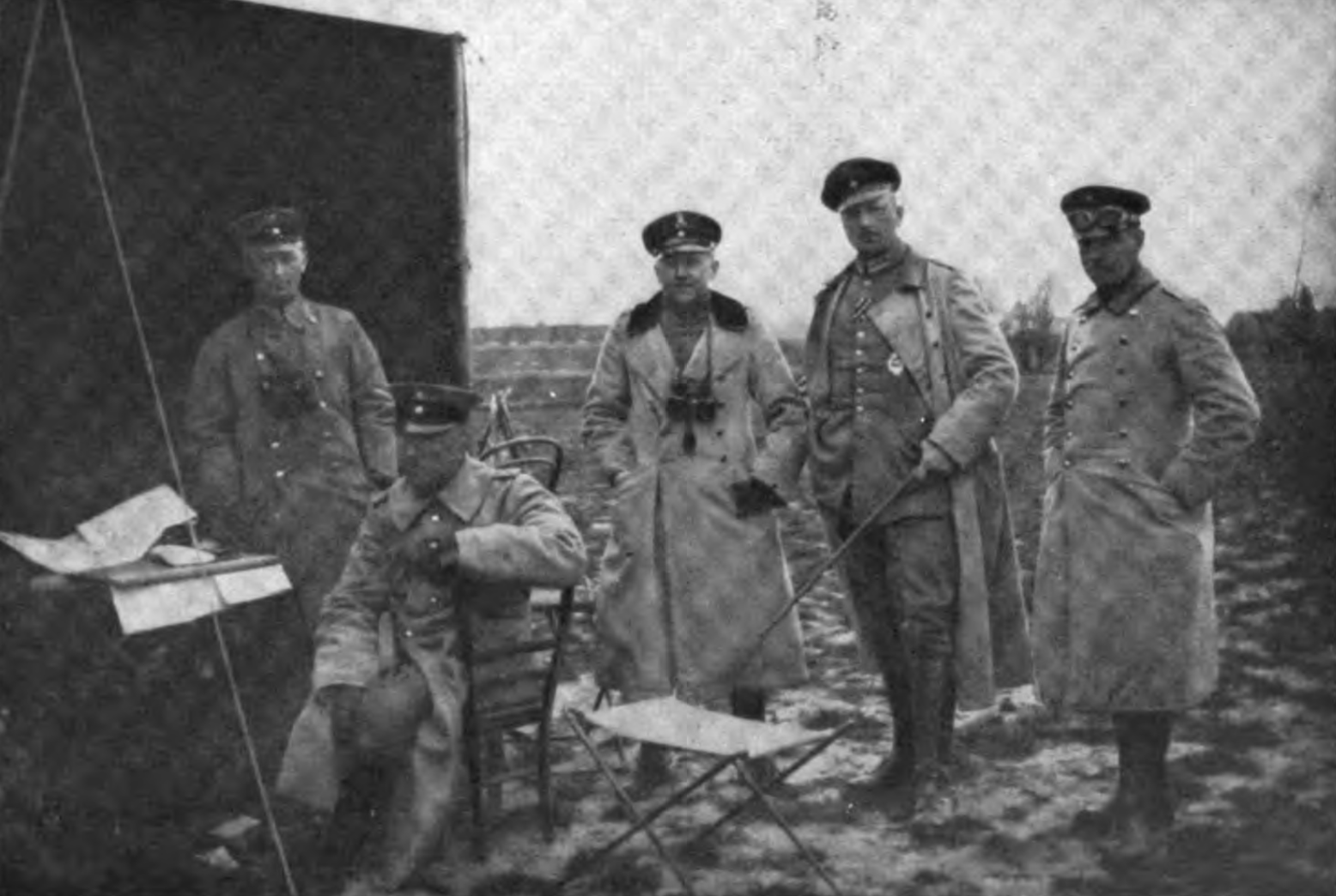
Adolf Viktor von Koerber (3. v. l.) neben Hauptmann Wolfram de le Roi (4. v. l.)

Adolf Viktor Nordewin Friedrich Wilhelm von Koerber (* 27. Februar 1891 in Bergen auf Rügen; † 19. November 1969 in Johannesburg) war ein deutscher völkischer Schriftsteller. Er verwendete manchmal das Pseudonym Dolf von Korb.

## Leben
Adolf Viktor entstammte einer bereits in der ersten Hälfte des 16. Jahrhunderts im Ostharz genannten Familie. Er war Sohn des preußischen Verwaltungsjuristen und Landrat Victor von Koerber und dessen Ehefrau Ida Luise von Lücken. Durch seinen Großvater, dem Generallandschaftsdirektor Adolph von Koerber, wurden er und seine Nachkommen 1861 in den erblichen Adelsstand erhoben. Adolf Viktor hatte einen älteren Bruder, Nordewin von Diest-Koerber, und die ältere Schwester Irmgard (* 1883).
Adolf Viktor schlug zunächst eine militärische Karriere ein und wurde als Kadett an der preußischen Hauptkadettenanstalt zu Groß-Lichterfelde ausgebildet. Nach seiner Ausbildung wurde er mit einem Patent vom 16. Juni 1910 als Leutnant dem 2. Leib-Husaren-Regiment „Königin Viktoria von Preußen“ Nr. 2 unter dessen Kommandeur, dem Major Adolf Krahmer, übergeben und diente seitdem in der 5. Eskadron des Regiments. 1912 wurde er ein Mitglied des Kaiserlichen Aero-Clubs. Adolf Viktor von Koerber nahm im Ersten Weltkrieg in den Luftstreitkräften am Kampfgeschehen teil und stellte bis Oktober 1914 auf Anweisung der Inspektion der Fliegertruppen zahlreiche Flieger-Abteilungen auf. Er führte nach dem Krieg den Rang eines Rittmeisters a. D. beim Leib-Husaren-Regiment Nr. 2.
Nach Kriegsende siedelte er 1921 nach München über. Ab 1923 schrieb er für den Völkischen Beobachter. Nach dem sogenannten Hitlerputsch setzte sich von Koerber für die Aufrechterhaltung der nationalsozialistischen Presse ein, fungierte als Bote zwischen denen nach Salzburg geflohenen und in München gebliebenen Nationalsozialisten und sorgte für den Betrieb zahlreicher nationalsozialistischer Tarnzeitungen. Für diese Vergehen und dem Artikel „Herbstübung 1923“ im Mainzer Volksbote wurde er am 10. Januar 1924 wegen Landesverrat verhaftet. Diesem und weiteren Verfahren wich er durch die Flucht nach Italien aus, wo er bis zur Einstellung dieser weilte. Nach Hitlers Freilassung und Koerbers Rückkehr nach Deutschland, entwickelte er völkische Ansichten und arbeitete unter Albrecht von Graefe und Reinhold Wulle in Norddeutschland. Seine Abneigung zu Hitler vergrößerte sich, als er Funktionär im Jungdeutschen Orden unter Arthur Maraun wurde. Ab 1927 fungierte er als Berliner Korrespondent des Neuen Wiener Journals. Das Ende des Zweiten Weltkrieges erlebte er aufgrund des Attentat vom 20. Juli 1944 im KZ Sachsenhausen. In den 1960ern wanderte er nach Südafrika aus.

## Werke (Auswahl)
- Luftkreuzer im Kampf. C. F. Amelang, 1916
- Deutsche Heldenflieger. Velhagen & Klasing, 1917
- Bestien im Land: Skizzen aus der misshandelten Westmark. Deutscher Volksverlag, 1923
- Der völkische Ludendorff. Deutscher Volksverlag, 1923

- Adolf Hitler; sein Leben und seine Reden. Deutscher Volksverlag, 1924 (Digitalisat)
- Das fliegende Heer. Koehler & Amelang, 1937